# Puliyogare

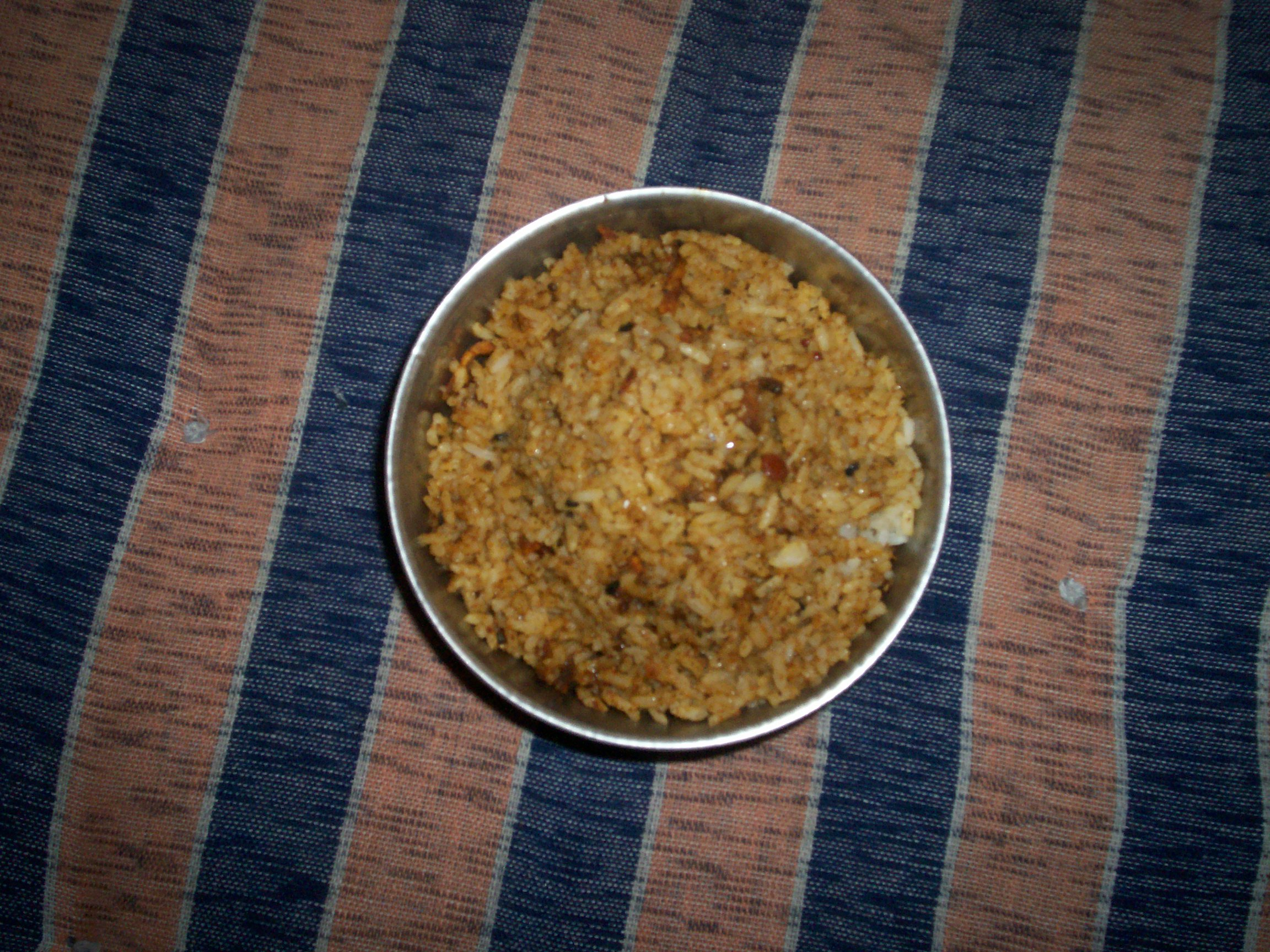
Puliyogare tradicional.

El puliyogare (canarés: ಪುಳಿಯೋಗರೆ) es un plato de arroz del sur de la India que suele tomarse como aperitivo. Puli significa ‘agrio’ y ogara ‘arroz’ en halegannada. El puliyogare se conoce también como huli anna o arroz tamarindo en algunas partes de Karnataka. 
Tradicionalmente se elabora usando arroz cocido o al vapor mezclado con zumo de tamarindo, cacahuete, cilantro, coco, guindilla, hojas de curry, jaggery, pimienta negra, mostaza, fenogreco, cúrcuma, asafétida, mungo y comino. Se prepara en fiestas tales como el Diwali. 
El puliyogare es especialmente conocido como especialidad de la comunidad iyengar, y algunos de los mejores puliyogares pueden encontrarse en los templos vishnuistas del sur de la India, relacionados con esta comunidad.
- Datos: Q2679028